# Александър Василев (футболист, р. 1936)
Вижте пояснителната страница за други личности с името Александър Василев.
Александър Василев (прякор Чоко) е български футболист, национал.

## Кариера
Играе като нападател за Славия (1957 – 1960, 1961 – 1967), капитан на отбора. През 1960/61 играе за Септември. Носител на купата на страната през 1963, 1964 и 1966 г. Вицешампион през 1958/59 и 1966/67 г. и бронзов медалист през 1963/64, 1964/65 и 1965/66 г. Полуфиналист за КНК през 1967 г. Голмайстор на първенството през 1959 г. с 13 гола. В А РФГ е отбелязал 104 гола (100 в 188 мача за Славия и 4 в 26 мача за Септември). В евротурнирите е изиграл 13 мача и е отбелязал 1 гол (в КНК). За А националния отбор има 13 мача и 3 гола (1959 – 1967), а за Б националния отбор има 5 мача и 2 гола. 
Починал нелепо през 1967 г. Посмъртно удостоен със званието „Заслужил майстор на спорта“ (1967).

## Успехи

### Отборни
Славия
- Купа на България (3): 1963, 1964 и 1966

### Индивидуални
- Голмайстор на А група (1): 1958/59[1] (13 гола)